# Lipocosma parcipunctalis
Lipocosma parcipunctalis là một loài bướm đêm trong họ Crambidae.